# الجريد

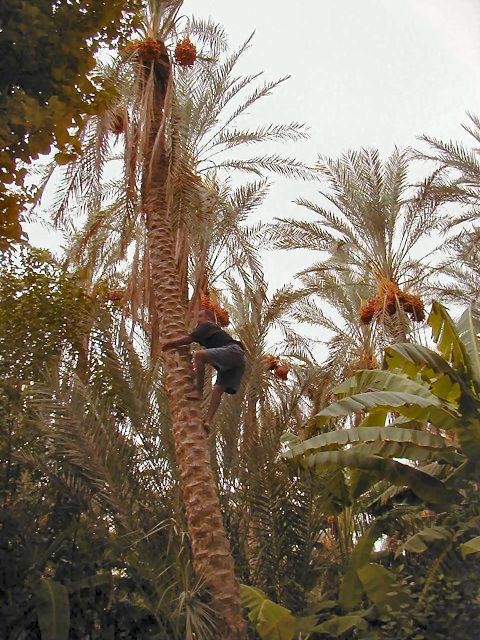
نخلة في واحة توزر

الجريد هي منطقة بالجنوب الغربي للبلاد التونسية، تتطابق حاليا مع ولاية توزر، وكانت تسمى في العصور الإسلامية الأولى بلاد قسطيلية، ومن أهم مدنها توزر ونفطة ودقاش. وكانت تسمية الجريد تطلق في بعض الكتابات على بلاد النخيل بما في ذلك واحات نفزاوة جنوبي شط الجريد وقفصة وحتى الواحات
من حيث المناخ ينتمي الجريد إلى النطاق شبه الصحراوي الذي يتميز بحرارة مرتفعة صيفا إذ قد تصل درجاتها الخمسين، وبضعف التساقطات السنوية إذ لا تتعدى 120 مم. إلا أن ما يلطف من تلك الحرارة وجود واحات النخل الممتدة.
أما بشريا فيبلغ عدد سكان الجريد 97526 طبقا لإحصاء سنة 2004 وهم ينحدرون من مختلف الأعراق ويختلط فيها العرب والأمازيغ. ويعود تاريخ المنطقة إلى العصر النوميدي.

## النشاط الاقتصادي
يوجد في الجريد حوالي مليون ونصف نخلة على مجموع 4.339.330 نخلة بالبلاد التونسية وهو بذلك يحتل المرتبة الثانية بعد نفزاوة (ولاية قبلي) من حيث إنتاج التمور التونسية. كما أصبحت السياحة تشكل قطاعا اقتصاديا ذا أهمية في الجريد، خاصة بعد إنشاء مطار توزر- نفطة الذي يربط المنطقة مباشرة عبر الجو بالعاصمة التونسية وبعدد من المدن الأجنبية.

## مقالات ذات علاقة
- بلاد الجريد.